# 小笠原駅
小笠原駅（おがさわらえき）は、山梨県中巨摩郡櫛形町（現・南アルプス市）小笠原にあった山梨交通電車線の駅である。

## 概要
滝沢川を渡りきったところから弓なりに下り、小笠原集落の中心に入ったところにあった駅で、相対式2面2線の交換駅であった。上石田駅同様、朝夕のラッシュ時のみ列車交換に使用された。
周囲の小笠原集落は中巨摩郡中部、すなわち峡西地域の中心部で、江戸時代には信濃国・甲斐国・駿河国を結ぶ街道筋の宿場として栄え、甲州商人の活躍する商業地であった。また弓道や茶道で知られる武家作法の流派「小笠原流」の発祥地とも伝える。
当駅は路線そのものが街道から距離を取って走って来た関係上、中心市街地のある街道筋からやや離れたところに存在しており、東側に櫛形町の町役場があるのと対照的に西側は桑畑と、小笠原市街地と郊外の境目に当たるロケーションであった。

## 歴史
- 1930年（昭和5年）5月1日：開業。
- 1962年（昭和37年）7月1日：路線廃止により廃駅。

## 廃線後の状況
専用軌道の跡地である「廃軌道」上、上述の通り役場のすぐそばにあったため、場所の特定はさほど難しくない。現在櫛形町の町役場が合併によって変更された南アルプス市の市役所の南側が駅のあった場所である。
ただし小笠原の市街地がその後西側にも広がったため、周囲の景観は一変しており、当時は郊外との境目であった駅跡も現在では充分中心部の一部と化して駅のにおいをうかがわせるものはない。

## 隣の駅
山梨交通
電車線
巨摩高校前駅 - 小笠原駅 - 小笠原下町駅